# 選手宣誓

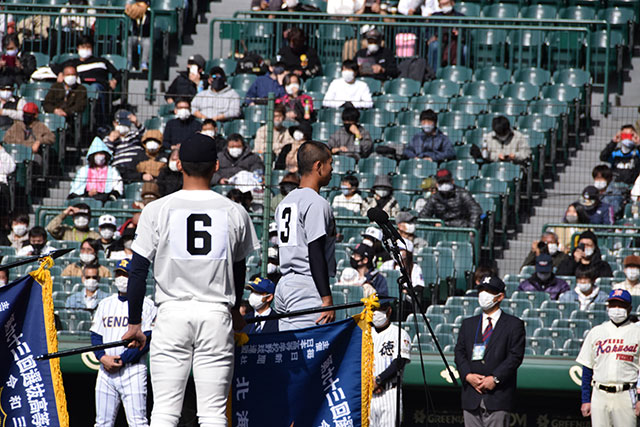
第93回選抜高等学校野球大会開会式での選手宣誓

選手宣誓（せんしゅせんせい）は、体育行事において選手が誓いの言葉を述べることで、選手の代表が「スポーツマンシップにのっとること」「正々堂々と戦うこと」などを誓う。
なお、「センセイ！」は校長への「先生」という呼びかけを意味するものではなく、「宣誓をします」という意味である。

## オリンピック
選手宣誓の起源は、古代オリンピックで選手がゼウスに誓いを立てたことによる。近代オリンピックにも取り入れられ、1920年アントワープオリンピックで初のオリンピック宣誓が行われた。

## FIFA
国際サッカー連盟（FIFA）では、毎年9月上旬頃の数日間を「FIFAフェアプレーデイズ」と定め、期間中に行われる国際Aマッチや各国リーグ公式戦で両チームの主将が「FIFAフェアプレー宣言」としてフェアプレーの精神をハンドマイクを通して母国語で誓う。この宣言はFIFA主催大会においても準決勝または準々決勝で同様に行われる。

## 日本
日本での競技会の宣誓は、オリンピックと同じ方式を採用することが多い。競技に参加する者の代表、男女混合競技なら男女それぞれの代表が右手を前斜め前方に上げ宣誓を行う。右手を上げる行為がナチス式敬礼に関係しているとされることがある。実際は1920年アントワープオリンピック 、1924年パリオリンピックなどのオリンピックでの宣誓の方式に習ったものであるが、近代オリンピックの雛形が古代ギリシャ・ローマにあり、またナチス式敬礼はムッソリーニがファシスト党で採用したローマ式敬礼を輸入したものであることから、アーリア人の伝統を重んじたナチスの形式においてナチス式敬礼と宣誓のスタイルには間接的な相関関係がある。
なおこの宣誓のやり方はオリンピック憲章規則69と推察できる。
ただし、付属細則1.12で、左手でオリンピック旗の端をもち、右手を挙げて、つぎのように厳粛に宣誓すると明記されている。戦後はナチス式敬礼との混同を避けるために腕を曲げたり手のひらを正面にして宣誓するという主張があるが、戦後のメキシコオリンピックなどでも真っ直ぐ手を挙げている例が見られる。

### 高校野球
日本の高校野球では、開会式にて参加校の主将の中から1人、選手宣誓する人物を選ぶ。
全国高等学校野球選手権大会では第15回大会（1929年）から、選抜高等学校野球大会においては第7回大会（1930年）から、それぞれ行われている。なお、これら全国大会で選手宣誓が行われるようになった経緯については、選抜大会についてははっきりしているが、選手権大会でははっきりしていない。
選手権大会では、かつては組み合わせ抽選会において予備抽選（本抽選を引く順番を決める抽選）で「1」の番号が書かれたくじを引いた学校の主将が指名され務めていたが、現在は原則として立候補制としており、組み合わせ抽選会において選手宣誓を希望する主将の中から抽選で選ぶことになっている。
一方、選抜大会では立候補制ではなく、組み合わせ抽選会において全ての出場校の主将が抽選に参加し、その当選者が高野連より指名され選手宣誓を行うことになっている。
選手権大会、選抜大会とも選手宣誓は抽選で選ばれるが、例外的に指名されることもある。以下は、全国大会での選手宣誓にまつわるエピソード。
- 第54回全国高等学校野球選手権大会では、沖縄返還後最初の大会であることを記念し、名護（南九州代表・沖縄）の平安山良克主将が指名され選手宣誓を行った。
- 第66回全国高等学校野球選手権大会で福井商（福井）の坪井久晃主将が行った選手宣誓は、それまで続いた「スポーツマンシップに則り…」という紋切り型を絶叫するスタイルではなく、オリジナルかつ自然な声で落ち着いた分かりやすい宣誓だと評判を呼び[8]、以後、現在に続く『自分の言葉で語る』選手宣誓のスタイルが確立された[9]。
- 第83回選抜高等学校野球大会では、直前に起きた東日本大震災により東北地方の高校が参加できなくなる事態も想定された。そのため、通常の選出方法を諦めたうえで奥島孝康高野連会長が抽選をし、創志学園（岡山）の野山慎介主将が宣誓をすることとなった[10]。
- 第97回全国高等学校野球選手権大会では、第1回大会が開催されてから100年となるのを記念して、第1回大会の優勝校・旧京都二中の後身でもある鳥羽（京都）の梅谷成悟主将が指名され選手宣誓を行った。
- 2020年甲子園高校野球交流試合では開幕戦を行う花咲徳栄（埼玉）の井上朋也主将と大分商業（大分）の川瀬堅斗主将が二人で選手宣誓を行った。
- 第93回選抜高等学校野球大会では新型コロナウイルス感染防止のため、大会初日に試合を行う6校の主将の中から抽選で決定した。